# しんたろー (インフルエンサー)
しんたろー（1997年1月3日 - ）は、日本の男性TikToker、YouTuber、インフルエンサーである。
歌手としても活躍しており、2025年3月現在では「笑い話」「SUNDAY」「誹謗中傷アップルパイ」の3曲をリリースしている。

## 概要
2020年4月より活動を開始した。
2022年7月から「尼崎のなつみかん」とコラボを開始し、しんたろーとなつみかんの愛称「しんなつ」人気を得る。
最近ではNetflixで放送された「timelesz」（旧ジャニーズSexy Zone）の新メンバーオーディションに挑戦することを自身のSNSで宣言。

## 経歴
兵庫県姫路市に３兄弟の長男として出生。
2019年10月に、TikTokアカウント「しんたろー／SHINTARO🌹👑」開設。
翌年2月5日、YouTubeチャンネル「しんたろーchannel」を開設。
2021年4月16日には、「水溜まりボンドの青春動画荘」に出演した。2022年7月15日には、「尼崎のなつみかん」とのコラボを開始。
2023年3月15日、しんたろーchannelが登録者10万人突破。同年5月26日ー1stシングル「笑い話」をリリース。また、11月3日には、2ndシングル「SUNDAY」をリリース。